# Katherina Hetzeldorfer
Katherina Hetzeldorfer (f. 1477) fue la primera mujer de la que hay registro de haber sido ejecutada por cargos de sodomía femenina (lesbianismo). Fue ahogada en el Río Rhin, en Speyer, actual Alemania.

## Vida
Originaria de Nuremberg,  se mudó a Speyer en 1475 vestida de hombre en compañía de una mujer que ella describía como su hermana. En 1477, fue juzgada por homosexualidad y hacerse pasar por hombre. Fue procesada después de haber sido denunciada por alguien a quien le había confiado que ella y su hermana vivían como hombre y mujer. Se descubrió que también había comprado sexo a dos mujeres, quienes afirmaron no haber conocido su sexo biológico incluso durante las relaciones sexuales; una de ellas afirmó que había usado un consolador con arnés hecho de cuero rojo. Hetzeldorfer fue ejecutada por ahogamiento en el río Rhin.
No existe ningún registro escrito previo de ejecuciones por homosexualidad femenina (mientras que las ejecuciones por actos homosexuales masculinos, o sodomía, eran comunes) y un número muy limitado de casos posteriores, a pesar de que la homosexualidad femenina también se consideró un «crimen contra la naturaleza».[cita requerida]  Ejecuciones posteriores por homosexualidad femenina en Europa incluyeron las de Catherine de la Maniere y Francoise de l'Estrage, en 1537 en Francia, y un famoso caso de persecución, el de Agatha Dietschi en 1547.